# Нокс, Томас Уоллес
Томас Уоллес Нокс (26 июня 1835 года - 6 января 1896 года) американский журналист, писатель и путешественник, известный прежде всего своей работой в качестве корреспондента New York Herald во время Гражданской войны в США . Нокс написал более 45 книг, в том числе популярную приключенческую серию книг о путешествиях для мальчиков.
Как журналист Нокс был хорошо известен своими нападками на Уильяма Текумсе Шермана и его солдат, благодаря которым начались общественные дебаты по поводу психического здоровья Шермана. Его статьи вызывали противоречивые отклики и обвинения в предательстве в связи с тем, что он опубликовал важную информацию, относящуюся к Виксбергской кампании. Нокс был оправдан по обвинению в шпионаже, но признан виновным в нарушении приказа.

## Биография
Томас Уоллес Нокс родился в Пемброке, штат Нью-Гэмпшир, в 1835 году, там же учился в местных школах. Став учителем, переехал в штат Нью-Йорк и основал собственную школу в Кингстоне. В 1860 году, в возрасте 25 лет, Нокс отправился на запад, чтобы принять участие в золотой лихорадке в Колорадо. Вскоре он начал работать в газете Denver Daily News.
После начала Гражданской войны Нокс поступил на службу в Национальную гвардию Калифорнии, где получил звание подполковника. Он был ранен в перестрелке в Миссури, после чего уволен в запас. В это время Нокс вернулся к журналистике в качестве корреспондента New York Herald. Вскоре он познакомился с генералом Шерманом.
После войны Нокс много путешествовал по миру, сначала с Русско-американской телеграфной компанией, побывал в Сибири и Китае, других странах Азии. Ему удалось создать у читателей в целом позитивную картину сибирской ссылки и убедить их в том, что власти обеспечивали относительно благоприятные условия жизни для политических ссыльных, успешно занимавшихся творческим трудом.
Опыт путешественника лег в основу множества книг про дальние края для взрослых и детей.
Нокс никогда не был женат. С 1880-х годов, когда он не выезжал за границу, он жил в частном мужском клубе «Лотос» на Манхэттене и был его секретарем (1880-1889). Лето проводил в Олимпийском клубе в Бэй-Шор, Лонг-Айленд. Нокс умер в клубе «Лотос» в январе 1896 года, вскоре после возвращения из Сахары.

## Произведения
- How to Travel (1881)
- The Story Teller of the Desert—"Backsheesh!" (1885)
- Horse Stories, and Stories of Other Animals (1890)
- The Land of the Kangaroo (1896)
- The Lost Army (1899)
- Camp-Fire and Cotton-Field: Southern Adventure in Time of War, Life with the Union Armies, and Residence on a Louisiana Plantation (1865)
- Overland Through Asia: Pictures of Siberian, Chinese, and Tatar Life (1870)
- Backsheesh! or Life and Adventures in the Orient (1875)
- Decisive Battles Since Waterloo. The Most Important Military Events from 1815 to 1887 (1887)
- The Boy Travelers series (20 books)
  - The Boy Travelers in the Far East, Part First: Adventures of Two Youths in a Journey to Japan & China (New York: Harper, 1879)
  - The Boy Travelers in the Far East, Part Fourth: Adventures of Two Youths in a Journey to Egypt and the Holy Land (Harper & Bros., 1882)
  - The Boy Travelers in the Congo: Adventures of Two Youths in a Journey with Henry M. Stanley "Through the Dark Continent" (1887)

## О нём
- Фелпс, Джеймс. Р. Биография Томаса Уоллеса Нокса (1835-1896)
- Нокс, Томас Уоллес // Иванян Э. А. Энциклопедия российско-американских отношений. XVIII-XX века. — Москва: Международные отношения, 2001. — 696 с. — ISBN 5-7133-1045-0.